# Khướu bụi trán hung
Stachyridopsis rufifrons là một loài chim trong họ Timaliidae.